# Vlado Koljenšić
Vlado Koljenšić, črnogorski general, * 16. junij 1911, † ?.

## Življenjepis
Leta 1941 je vstopil v NOVJ in KPJ. Med vojno je bil politični komisar več enot.
Končal je šolanje na VVA JLA in Pravno fakulteto.